# Operace Boží hněv
Operace Boží hněv (hebrejsky מבצע זעם האל‎, mivca Za'am ha-El), je obecně používaný název pro kampaň vedenou izraelskými zpravodajskými službami Mosad, Aman a Šin Bet a zvláštními jednotkami Izraelských obranných sil Sajeret Matkal proti skutečným či domnělým aktérům a plánovačům mnichovského masakru, proti příslušníkům a spolupracovníkům palestinské organizace Černé září, jakož i proti dalším palestinským odbojovým skupinám a jednotlivcům, o nichž se izraelské zpravodajské služby domnívaly, že jsou nějakým způsobem s mnichovským masakrem či Černým zářím spojeny.

## Počátek operace
První náznaky o možné odvetné operaci proti plánovačům masakru se objevily 6. září 1972 na zasedání izraelské vlády pod vedením G. Meirové. Zde se poprvé objevila idea zásahu nikoliv proti palestinským cílům v Libanonu, ale cíleného úderu proti jednotlivým osobám. Prvotním cílem byla snaha učinit taková opatření, která by další potenciální útočníky odradila.

## Příprava a schvalování

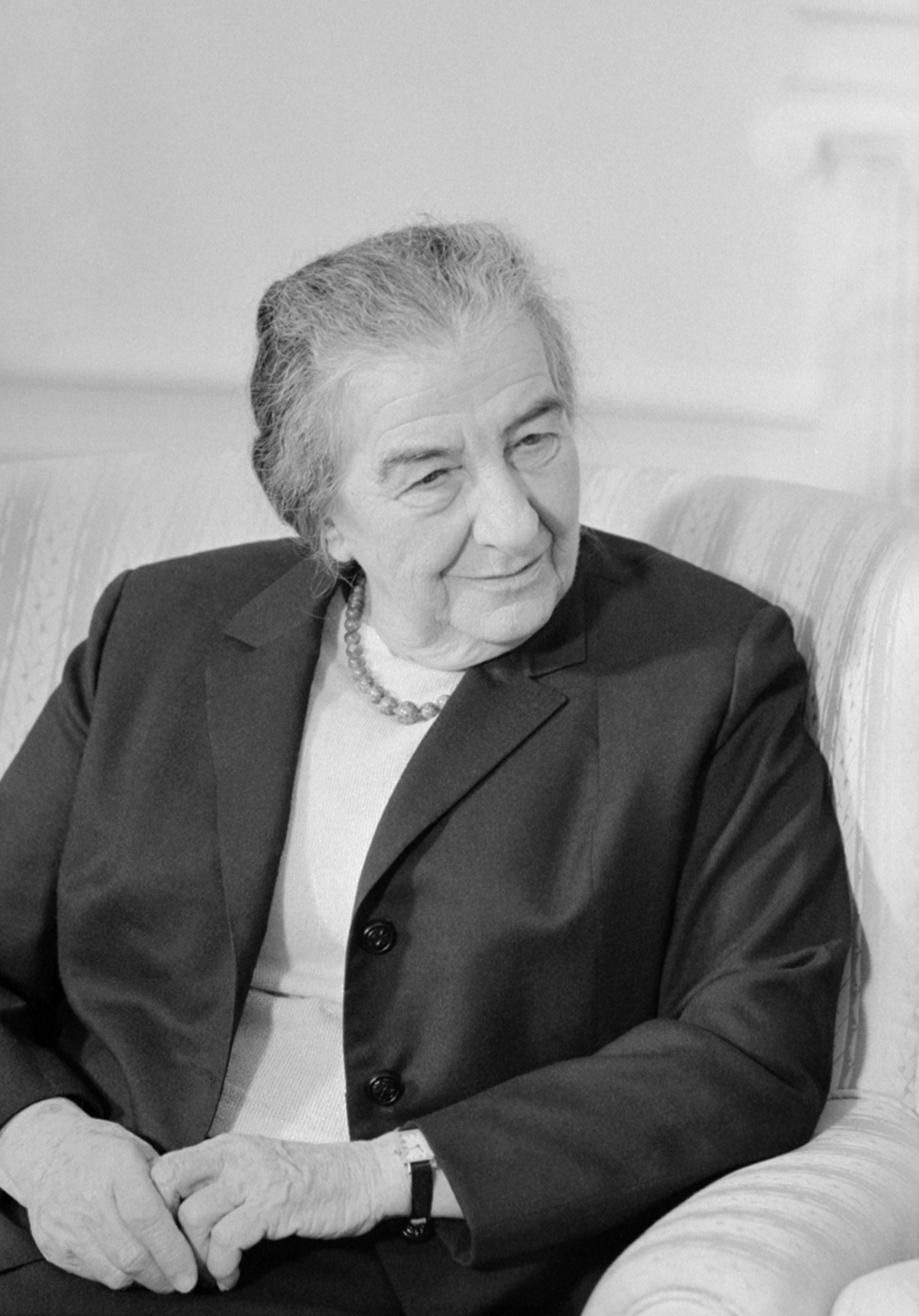
Golda Meirová

Později byl vytvořen tzv. Výbor X (v němž zasedala G. Meirová, A. Jariv, její bezpečnostní poradce, M. Dajan, ministr obrany a další členové vlády), který měl schvalovat či zamítat výběr cílů z řad palestinských militantních skupin. Výběrem cílů a shromažďováním informací se zabývaly Mosad a Aman (částečně i Šin Bet), kteří návrh předložili Výboru X (97–99% informací bylo získáno od agentů z OOP a dalších palestinských organizací. Některé dokonce přišly z přímých zdrojů). Pokud byla likvidace schválena (přičemž se zohledňoval podíl na Mnichovském masakru a teroristická minulost cíle), byla složka předána M. Hararimu, veliteli Cesareje, zvláštní jednotky Mosadu určené pro atentáty a likvidační mise. Harari vypracoval (po sledování vytipovaného cíle) operační plán na likvidaci vybrané osoby. Operační plán schvalovala G. Meirová (a po ní i další premiéři Izraele). Izraelský premiér měl zároveň právo veta, dospěl-li k názoru, že by mohli být ohroženi nevinní lidé či poškozeny strategické zájmy Izraele.
Podle Kleina všechny likvidační operace schvaloval úřadující ministerský předseda. Např. Menachem Begin či Jicchak Šamir nikdy nezkoumali detaily. Naproti tomu Šimon Peres podrobnosti znát chtěl a měl spoustu dotazů.

## Cíle operace
- Likvidovat palestinské představitele odpovědné za Mnichovský masakr
- Zastrašit potenciální plánovače útoků proti Izraeli[3]

## Seznam akcí

### Wail Za'ajtira
Podle informací Mosadu vůdce Černého září, Wail Za'ajtira, žil v Itálii. Žil v Římě, kde pracoval jako překladatel pro libyjské velvyslanectví. V Itálii byl vyšetřován v souvislosti s pumovým útokem proti italské ropné rafinérii. Mosad ho vinil z bombového útoku na let El Al ze srpna 1972. Za'ajtira byl zabit 16. října 1972 ve 22:30 na chodbě domu, ve kterém bydlel, dvěma zabijáky z Cesareje. Ti ho zabili 16 výstřely do hrudi a hlavy ze dvou pistolí Beretta M 71 opatřených tlumiči. Místo činu poté opustili ve Fiatu 125. Během dalších čtyř hodin opustil celý tým Itálii.
Vyšetřování vraždy nebylo nikdy uzavřeno. Dle představitele římské policie šlo o politicky motivovanou vraždu provedenou některou židovskou skupinou. Později bylo prokázáno, že Za'ajtira neměl s Černým zářím nic společného a jeho likvidace byla chybou. Abú Jihád dokonce napsal, že byl protivníkem násilných metod boje. Naproti tomu rozhlasová stanice Hlas Palestiny tvrdila, že „…Palestinské osvobozenecké hnutí ztratilo jednoho ze svých předních vedoucích a bojovných členů…“

### Mahmúd Hamšárí
Mahmúd Hamšárí byl neoficiální vyslanec OOP ve Francii. Izrael ho vinil z přípravy pumového útoku na let Swiss Air z Curychu do Tel Avivu z 21. února 1970, ze spoluúčasti na pokusu o zavraždění Davida Ben Guriona v roce 1969. Hamšárího pařížský byt byl považován za skladiště zbraní Černého září a on sám za vůdce francouzské odnože Černého září.
Poté, co bylo rozhodnuto o Hamšárího likvidaci, agent Kešetu (z hebr., v překladu Duha, součást Mosadu, oddělení zabývající se vloupáními, krádežemi, otevíráním zavazadel apod.) vyfotografoval celý jeho byt. Specialisté v Mosadu poté vyrobili napodobeninu svrchní desky jeho telefonního stolku, do které umístili nálož. Agenti Kešetu opět vnikli do Hamšárího bytu a desku umístili na místo původní. 8. prosince 1972, v 9:25, poté, co byt opustila jeho manželka s dcerou, zavolal Hamšárímu agent Mosadu. V okamžiku, kdy bylo potvrzeno, že sluchátko zvedl Hamšárí, byla odpálena nálož. Hamšárí byl těžce zraněn a zemřel o tři týdny později v pařížské nemocnici.

### Hussajn al-Šír
Hussajn al-Šír byl vyslanec OOP na Kypru. Zároveň sloužil jako spojka mezi Fatahem a KGB. 25. ledna 1973 umístil jeden z agentů Kešetu nálož pod al-Šírovu postel. Poté, co do ní al-Šír ulehl, byla trhavina dálkově odpálena. Výbuch jeho tělo rozmetal na kousky. Likvidační tým po splnění úkolu opustil Kypr během několika hodin.

### Dr. Basil al-Kubajsí
Dr. Basil al-Kubajsí byl původem Iráčan žijící v Paříži. Mosad ho vinil z pašování zbraní a výbušnin pro LFOP, spoluúčasti na (na poslední chvíli zmařeném) pumovém útoku proti G. Meirové v USA a plánování útoku na letišti Lod v roce 1972.
Byl zabit 6. dubna 1973 devíti ranami z Beretty 70 .22LR v ulici Chauveau Lagarde poté, co odešel od prostitutky.

### Zajd Mochsí
Zajd Mochsí byl vyslanec OOP na Kypru (po Hussajnu al-Šírovi). Agent Kešetu položil bombu pod jeho hotelovou postel. Mochsí zemřel při výbuchu.

### Musá Abú-Zajád
Musá Abú-Zajád byl znám svou ostražitostí a podezřívavostí. Přesto se agentům Kešetu a Cesareje podařilo umístit nálož pod jeho postel. 11. dubna 1973 nálož explodovala, Abú-Zajád byl na místě mrtev.

### Muhammad Budia
Muhammad Budia byl divadelník, sukničkář, žijící v Paříži. Spolupracoval s alžírskou FLN i palestinskými organizacemi. Mosad ho vinil z poskytování podpory teroristům a přípravy teroristických útoků proti Izraeli, pro něž verboval agenty. Přes své nepochybné kontakty s teroristy (Alí Hassan Salamehem či Carlosem nebyl ani vzdáleně spojen s Mnichovským masakrem.
Budia patřil mezi opatrné a podezřívavé lidi. Neustále měnil své zvyklosti. Pro udržení svého inkognita dokonce používal převleky a líčení (které jako divadelník ovládal). Jeho sledovatelé z Cesareje ale zjistili, že stále používá stejné auto – Renault 16, které ale vždy před nasednutím prohlíží. Nálož proto umístili dovnitř pod sedadlo. Když 28. června 1973 Budia nasedl, byla nálož odpálena. Zahynul na místě.

### Lillehammerská aféra
Jedním z nejvýše postavených cílů na seznamu Mosadu byl Ali Hasan Salame, vysoký funkcionář Fatahu a předpokládaný nástupce J. Arafata. Mosadu se stále nedařilo zachytit jeho stopu. Když se konečně v červenci 1973 objevil v Norsku, byla za ním vyslána narychlo sestavená skupina z Cesareje. Ta v Lillehammeru nějakou dobu nemohla Salameha najít. Konečně byl objeven muž, který se mu podobal. Následným sledováním bylo zjištěno, že pracuje jako číšník a zároveň si přivydělává v městských lázních. Agenti Cesareje ho potvrdili jako Salameha a požádali (dle předepsaných pravidel) o povolení k likvidaci. Shodou okolností Cvi Zamir, který měl likvidaci osobně potvrdit, zůstal na letišti Schiphol. Likvidaci tedy odsouhlasil bez toho, aby cíl osobně viděl.
Ve 23:35 opustil Salameh společně s těhotnou ženou kino. Jeli autobusem, ze kterého vystoupili poblíž svého bytu. Zde na ně čekali zabijáci z Cesareje. Do svého cíle vystříleli z Beretty .22LR opatřené tlumičem 14 ran. Zasáhli životně důležité orgány. Muž zemřel po převozu do nemocnice.
Podle instrukcí měli všichni členové Cesareje zamést stopy a co nejdříve opustit Norsko. Mezitím bylo do Izraele, do sídla Mosadu oznámeno, že Salameh byl zlikvidován. Pracovníci Odboru 4 však protestovali. Salameh v Lillehammeru být nemohl. 21. července 1973 byl v Lillehammeru agenty Cesareje zavražděn číšník marockého původu Ahmed Bučiki.
Díky rychlé akci norské policie byli krátce nato zatčeni agenti Dan Art a Marianne Gladnikoffová při vracení vypůjčených aut. Při jejich výslechu byla zjištěna další jména. Byli zatčeni agenti Avraham Gemer a Sylvia Rafaelová, později také Cvi Steinberg a Michael Dorf. M. Harari a oba zabijáci se z Norska dostali na poslední chvíli. Všech šest zatčených bylo postaveno před veřejný soud a dne 1. února 1974 odsouzeno k trestům odnětí svobody od 1 do 5,5 roku (s výjimkou M. Dorfa, který byl osvobozen).
Lillehammerská aféra byla výsledkem řady přehmatů, omylů i závažných pochybení. Při pozdějším vyšetřování bylo zjištěno, že se souhlasení Salamehovy fotografie s Bučikiovou podobou vyžadovalo ohromné potlačení logiky a stylizaci. Nikdo se nezabýval nelogičnostmi jako např. proč mezinárodně hledaný terorista pracuje v malém norském městečku jako číšník (v městečku, ve kterém se navíc výborně orientuje), jezdí na kole, prochází se s těhotnou ženou a vůbec se neskrývá. Později se navíc ukázalo, že informace s falešným tipem o Salamehově pobytu v Norsku byla Mosadu záměrně Palestinci podvržena.
Přímým důsledkem Lillehammerské aféry byla reorganizace Cesareje (Cesareja přejmenována na Kidon (česky Bajonet) a odplata za Mnichovský masakr klesla v prioritách na spodní místa (i v důsledku Jomkipurské války).
V roce 1996 vyplatil Izrael vdově po Bučikiovi 400 000 dolarů a vyjádřil nad akcí v Lillehammeru politování. Oficiálně se ale k tomuto činu izraelští představitelé nikdy nepřiznali.

### Dr. Wadía Haddád
Wadía Haddád zemřel 29. března 1978 v jedné nemocnici v NDR na úplné selhání imunitního systému. Soudilo se, že ho nechal zlikvidovat Saddám Husajn, před kterým Haddad uprchl z Iráku. Likvidaci ve skutečnosti provedl Mosad; jeho specialisté otrávili luxusní balení holandských pralinek (které Haddad miloval) a prostřednictvím spolehlivého agenta je předali Haddadovi. Haddada Mosad vinil z organizování únosů letadel. Podle jiného tvrzení byl zabit toxinem, který mu agenti Mosadu propašovali do zubní pasty.

### Cukir Moksan
Cukir Moksan, vůdce prosyrské palestinské organizace A-Tzika, byl 24. července 1979 poblíž svého bytu v Nice postřelen agenty Kidonu. Den na to, 25. července 1979, zemřel. A-Tzika se po jeho smrti rozpadla.

### Ali Hasan Salameh
Salameha, jednoho z nejvyšších příslušníků Fatahu vinil Mosad, kromě jiného, z plánování Mnichovského masakru. Mosad měl k dispozici svědectví lidí, kteří tvrdili, že slyšeli Salameha vyprávět o svém rozhodujícím podílu na masakru. Jiné (palestinské) zdroje ale naopak tvrdí, že Salameh s plánováním masakru neměl nic společného a jednalo se pouze o jeho (příslovečnou) chlubivost.
Na pátrání po Salamehovi bylo vynaloženo obrovské množství peněz, lidské síly a technického zařízení. Agenti Cesareje (a později Kidonu) pronásledovali Salameha s urputností hraničící s posedlostí. Zatím se nejspíš skrývala touha smýt ostudu, kterou byl Mosad zasažen po Lillehammerské aféře.
Salameh byl těžce zraněn v Bejrútu cestou na neteřiny narozeniny poté, co explodoval automobil naložený trhavinou, kolem kterého projížděl. Zemřel krátce po převozu do nemocnice.

### Alef Bseiso
Alef Bseiso byl styčný důstojník OOP a agent francouzské DST (kontrašpionáže). Dne 8. června 1992 přijel do Paříže a ubytoval se v hotelu. V té době byl již tři dny sledován agenty Mosadu.
Ve 21:00 vyrazil společně se svým bodyguardem na večeři do města. Ten ho poté (společně s neznámou Libanonkou) přivezl zpět k hotelu. Po vystoupení z auta byl Bseiso zastřelen z bezprostřední blízkosti dvěma zabijáky Kidonu. Zemřel na místě. Zabijáci poté zmizeli v připraveném automobilu a několik hodin na to opustili Francii.
Některé zdroje uvádějí, že za vraždou A. Bseisa stála organizace Abú Nidala, která byla známá vražděním Palestinců, kteří se odklonili od radikálního protiizraelského postoje.

### Přeživší únosci zMnichova
Od samého počátku kampaně se Mosad snažil nalézt a zlikvidovat tři únosce podílející se na Mnichovském masakru, kteří přežili a byli zatčeni německou policií. Jednalo se o Adnana al-Jišeje, Džamala al-Jišeje a Mohameda Safedyho. Z německého vězení byli propuštěni jako výkupné za unesené letadlo let 615 společnosti Lufthansa z Damašku do Frankfurtu 29. října 1972. Německé, palestinské a izraelské zdroje potvrzují, že se jednalo o předem připravenou akci, kterou zaplatila německá strana. Důvodem byla snaha zbavit se „nebezpečných“ vězňů, kvůli nimž bylo SRN vyhrožováno bombovými útoky. Všichni tři propuštění únosci byli poté letecky dopraveni do Libye.
- Adnan al-Jišej: podle informací Mosadu zemřel na následky srdeční vady v letech 1978 – 1979 v Dubaji.
- Džamal al-Jišej: v roce 1986 Mosad oznámil, že je mrtev, ale v roce 1992 s ním otiskl rozhovor týdeník Jeruzalem a v roce 2000 promluvil v dokumentu Jednoho dne v září
- Mohamed Safedy: považovaný za mrtvého (zabit libanonskými křesťanskými falangisty), v červenci 2005 T. Tirawi v rozhovoru tvrdil, že Safedy je naživu a skrývá se.[8]

### Další atentáty
Kromě toho se uskutečnila řada akcí, které jsou s Operací Boží hněv spojovány pouze okrajově nebo existují pochybnosti o jejich zařazení do operace:
- Abded al-Hamid Šibi a Abed al-Hadi Naka'a – zabiti 13. června 1973 nastraženou výbušninou v automobilu při přípravě útoku proti římské kanceláři El Al.
- Dopisová kampaň – 24. října 1972 rozeslal Mosad několik bomb umístěných v dopisech. Jednalo se o odpověď na stejnou kampaň provedenou téhož roku Lidovou frontou pro osvobození Palestiny a o něco později výbušné dopisy rozesílané Černým zářím. Dopisy rozeslané Mosadem jednoho člena palestinské studentské organizace v Bonnu zabily a další 4 zranily. Ani jeden ze zasažených nepatřil k Černému září.[9]
- Abú-Daoud – 2. srpna 1981 byl postřelen v jednom hotelu ve Varšavě. Byl několikrát operován a podařilo se ho zachránit. On sám později věřil, že za tímto útokem stojí Mosad, což ale tato rozvědka popírá, protože pro její agenty bylo prakticky nemožné zasáhnout v některé ze zemí východního bloku a navíc celá akce byla amatérská a špatně provedená. Pravděpodobně ji provedla skupina Abú Nidala.[10]
- Abú Ijád – zastřelen 14. ledna 1991 členem své vlastní ochranky, jeho vraždu pravděpodobně zosnovala palestinská skupina Abú Nidala nazvaná Revoluční rada Fatahu.[11]
- Fatkí Škaki – vůdce palestinského Islámského džihádu, obviňovaný např. z útoku na železniční křižovatku Bejt Lid byl zastřelen 28. října 1995 na Maltě dvěma agenty Kidonu. Ti poté zmizeli na motocyklu a krátce na to opustili i samotnou Maltu.[12]

## Postoj Mosadu
Veškeré operace prováděné Mosadem byly vždy plánovány tak, aby v případě jejich tzv. provalu (prozrazení) nebylo možné Mosad ani Izrael s nimi spojovat (tzv. taktika hodnověrného popření). V případech jako byla např. Lillehammerská aféra, při které bylo toto spojení zřejmé, byla odpovědnost přesto popírána bez ohledu na to, jak nepravděpodobně toto popírání zní.
Existence Operace Boží hněv nebyla Mosadem či oficiálními místy Izraele nikdy potvrzena ani vyvrácena. Samotný název operace je patrně novinářská fabulace a ani historiky píšícími o této operaci (např. I. Black, B. Morris, A. Klein) nebyl v jejich publikacích nikdy použit.

## Kritika
Z morálního hlediska byl Mosad a potažmo i Izrael kritizován nejen za nemorálnost celé kampaně, při níž klesl na úroveň těch, proti nimž zasahoval, ale i za používání teroristických metod a za porušování územní integrity států, ve kterých své operace prováděl.
Kritice byl podroben výběr cílů i způsob, jakým výběr probíhal. Prokázalo se, že ani jeden ze zabitých neměl přímé spojení s Mnichovským masakrem či Černým zářím. Někteří z nich dokonce neměli nic společného s jakýmikoliv útoky proti Židům a jednalo se o vyslance OOP (ačkoliv podle obranných směrnic OOP je každý příslušník OOP, tedy i vyslanec také agentem v terénu). Pro nedosažitelnost skutečných strůjců Mnichovského masakru jako Abú Ijád či Abú-Daoub byli likvidovány osoby „nižších“ hodností a postavení v hierarchii palestinského odboje či společenského života. Jejich likvidace, jakkoliv byla jejich příslušnost k teroristickým strukturám diskutabilní, nebyla přezkoumávána, neboť Mosad požíval bezmezné důvěry u izraelské veřejnosti ...a pokud se Mosad rozhodl někoho zabít, tak to musel být terorista. Tato důvěra v neomylnost Mosadu byla patrná i u Palestinců, neboť zabitý civilista, který neměl s palestinským odbojem nic společného, okamžitě získal status národního hrdiny, neboť „...koneckonců, Mosad si dal tu práci, že ho vystopoval a zabil stovky mil od domova...“
Ze strategického hlediska byla Operace Boží hněv fiasko, neboť mír na Blízkém východě nezajistila.

## Související výroky
"Nemáme na výběr, musíme ničit teroristické organizace všude, kde na ně narazíme. Je to naše povinnost vůči sobě i vůči míru. A my tu povinnost beze strachu splníme." G. Meirová
"Jako žena nebyla zrovna nadšena představou přímé likvidace, ale já jsem na tom opravdu tvrdě trval a velice jsem naléhal. Nakonec se mi podařilo ji přesvědčit. Uznala to." A. Jariv (o G. Meirové)
" Cílem nebyla ani tak pomsta jako vyvolání strachu. Proto jsme se ani nesnažili zastřelit jednoduše člověka na ulici. To je moc snadné." D. Kimche (bývalý zástupce ředitele Mosadu)

## Operace Boží hněv ve filmu
- Meč Gideonův (1986)[17]
- Mnichov (film) (2005)[18]
- Mnichov: Skuteční vrahové[19]